# Santiago Ramón y Cajal
Santiago Ramón y Cajal (ur. 1 maja 1852 w Petilla de Aragón, Nawarra, zm. 17 października 1934 w Madrycie) – hiszpański histolog, neuroanatom, prekursor neurobiologii. Laureat Nagrody Nobla w dziedzinie medycyny w roku 1906 (razem z Camillo Golgim) za badania nad strukturą systemu nerwowego. W 1915 odznaczony Pour le Mérite za Naukę i Sztukę.
Brat Pedra Ramóna y Cajala.

## Dorobek naukowy

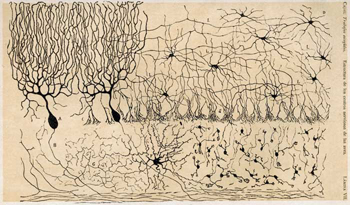
Komórki móżdżku – rysunek z „Estructura de los centros nerviosos de las aves”, Madrid, 1905

Do czasu odkrycia Ramóna y Cajala i Camillo Golgiego uważano, że mózg jest jednolitą masą, ponieważ metodami, jakimi dysponowano i stosowano, nie potrafiono uzyskać obrazu komórek nerwowych.
Obaj naukowcy zastosowali tę samą metodę barwienia preparatów histologicznych, opartą na nowej wówczas technice fotograficznej, opracowaną w roku 1873 przez Golgiego (zob. metoda Golgiego). Golgi uważał, że struktura obserwowanych tkanek jest siecią wielu rozgałęziających, bezpośrednio połączonych nerwowych kanalików.
Ramón y Cajal – zafascynowany wyglądem zabarwionych preparatów Golgiego, które zobaczył po kilkunastu latach (w roku 1887) – przystąpił do analogicznych eksperymentów. Intensywne badania objęły liczne preparaty, pobrane z tkanki pochodzącej od ludzi i wielu różnych zwierząt i ich płodów (króliki, psy, świnki morskie, kurczęta, myszy, szczury, żaby, ryby). Kształty zabarwionych neuronów precyzyjnie rysował. Umożliwiło mu to sformułowanie „doktryny neuronów” – teorii, że aksony poszczególnych neuronów nie łączą się między sobą, lecz każdy akson kończy się zawsze na dendrycie sąsiedniego neuronu (protoplazma obu komórek nie miesza się ze sobą; zob. synapsa). Odkrycie to zrewolucjonizowało badania struktury i zasad działania układu nerwowego.
Ramón y Cajal badał również układ nerwowy owadów (część przetwarzającą bodźce wzrokowe), który porównywał do zegarka kieszonkowego, a ssaczy odpowiednik – do zegara z kukułką.

## Wybrane prace
- Rules and advices on scientific investigation
- Histology
- Degeneration and regeneration of the nervous system
- Manual of normal histology and micrographic technique
- Elements of histology, etc.
- Manual of general pathological anatomy
- New ideas on the fine anatomy of the nerve centres
- Textbook on the nervous system of man and the vertebrates
- The retina of vertebrates

## Archiwum
W 2017 roku archiwum Santiago Ramona y Cajala i jego współpracowników zostało wpisane na listę Pamięci Świata jako El Archivo de Santiago Ramón y Cajal y la Escuela Española de Neurohistología. Archiwum, zawierające prace uczonego (preparaty, rysunki, fotografie, opisy) oraz wytworzone przez niego dzieła sztuki (rysunki i obrazy), fotografie, a także jego korespondencję, notatki, książki (napisane oraz będące w jego bibliotece) jest ważnym źródłem do poznania historii rozwoju neurobiologii.